# Ácido orgánico
Un ácido orgánico es un compuesto orgánico con propiedades ácidas. Los ácidos orgánicos más comunes son los ácidos carboxílicos, cuya acidez está asociada con su grupo carboxilo –COOH. Ácidos sulfónicos, que contienen el grupo –SO2OH, son ácidos relativamente más fuertes. Los alcoholes, con –OH, pueden actuar como ácidos, pero generalmente son muy débiles. La estabilidad relativa de la base conjugada del ácido determina su acidez. Otros grupos también pueden conferir acidez, generalmente débilmente: el grupo tiol –SH, el grupo enol, y el grupo fenol. En los sistemas biológicos, los compuestos orgánicos que contienen estos grupos generalmente se denominan ácidos orgánicos.

## Características
En general, los ácidos orgánicos son ácidos débiles y no se disocian completamente en agua, mientras que los ácidos minerales fuertes sí lo hacen. Los ácidos orgánicos de baja masa molecular, como los ácidos fórmico y láctico, son miscibles en agua, pero los ácidos orgánicos de mayor masa molecular, como el ácido benzoico, son insolubles en forma molecular (neutra). 
Por otro lado, la mayoría de los ácidos orgánicos son muy solubles en disolventes orgánicos. El ácido p -toluenosulfónico es un ácido comparativamente fuerte usado en química orgánica a menudo porque es capaz de disolverse en el solvente de reacción orgánico. 
Existen excepciones a estas características de solubilidad en presencia de otros sustituyentes que afectan la polaridad del compuesto. 

## Aplicaciones
Los ácidos orgánicos simples, como los ácidos fórmico o acético, se utilizan para tratamientos de estimulación de pozos de petróleo y gas. Estos ácidos orgánicos son mucho menos reactivos con los metales que los ácidos minerales fuertes como el ácido clorhídrico (HCl) o las mezclas de HCl y ácido fluorhídrico (HF). Por esta razón, los ácidos orgánicos se utilizan a altas temperaturas o cuando se necesitan largos tiempos de contacto entre el ácido y la tubería. 
Las bases conjugadas de ácidos orgánicos como el citrato y el lactato se usan a menudo en soluciones tampón compatibles biológicamente. 
Los ácidos cítrico y oxálico se utilizan como remoción de óxido. Como ácidos, pueden disolver los óxidos de hierro, pero sin dañar el metal base como lo hacen los ácidos minerales más fuertes. En la forma disociada, pueden ser capaces de quelar los iones metálicos, ayudando a acelerar la eliminación. 
Los sistemas biológicos crean muchos ácidos orgánicos más complejos, como los ácidos L- lácticos, cítricos y D- glucurónicos que contienen grupos hidroxilo o carboxilo. La sangre y la orina humanas contienen estos productos de degradación de ácidos orgánicos de los aminoácidos, neurotransmisores y la acción bacteriana intestinal en los componentes de los alimentos. Ejemplos de estas categorías son los ácidos alfa-cetoisocaproico, vanilmandélico y D-láctico, derivados del catabolismo de L- leucina y epinefrina (adrenalina) por los tejidos humanos y el catabolismo de los carbohidratos de la dieta por bacterias intestinales, respectivamente. 

La estructura general de unos pocos ácidos orgánicos débiles. De izquierda a derecha: fenol, enol, alcohol, tiol. El hidrógeno ácido en cada molécula es de color rojo.

La estructura general de unos pocos ácidos orgánicos. De izquierda a derecha: ácido carboxílico, ácido sulfónico. El hidrógeno ácido en cada molécula es de color rojo.

## Aplicación en alimentos
Los ácidos orgánicos se utilizan en la conservación de alimentos debido a sus efectos sobre las bacterias. El principio básico fundamental sobre el modo de acción de los ácidos orgánicos sobre las bacterias es que los ácidos orgánicos no disociados (no ionizados) pueden penetrar la pared celular de las bacterias e interrumpir la fisiología normal de ciertos tipos de bacterias que llamamos sensibles al pH, lo que significa que no pueden tolerar un amplio gradiente de pH interno y externo. Entre esas bacterias se encuentran Escherichia coli, Salmonella spp., C. perfringens, Listeria monocytogenes y Campylobacter. 
Tras la difusión pasiva de los ácidos orgánicos en las bacterias, donde el pH está cerca o por encima de la neutralidad, los ácidos se disociarán y disminuirán el pH interno de las bacterias, lo que dará lugar a situaciones que afectarán o detendrán el crecimiento de las bacterias. Por otro lado, la parte aniónica de los ácidos orgánicos que no pueden escapar de las bacterias en su forma disociada se acumulará dentro de las bacterias y alterará muchas funciones metabólicas, lo que lleva a un aumento de la presión osmótica, incompatible con la supervivencia de las bacterias. 
Se ha demostrado bien que el estado de los ácidos orgánicos (no disociados o no disociados) es extremadamente importante para definir su capacidad para inhibir el crecimiento de bacterias, en comparación con los ácidos no disociados. 
El ácido láctico y sus sales, el lactato de sodio y el lactato de potasio se usan ampliamente como antimicrobianos en productos alimenticios, en particular, carnes y aves como jamón y salchichas.

## Aplicación en nutrición y alimentación animal
Los ácidos orgánicos se han utilizado con éxito en la producción porcina durante más de 25 años. Aunque se ha realizado menos investigación en aves de corral, también se ha encontrado que los ácidos orgánicos son efectivos en la producción de aves. 
Los ácidos orgánicos (C1-C7) están ampliamente distribuidos en la naturaleza como constituyentes normales de las plantas o tejidos animales. También se forman a través de la fermentación microbiana de carbohidratos, principalmente en el intestino grueso. Se encuentran a veces en sus sales de sodio, potasio, o calcio sales o sales dobles aún más fuerte. 
Los ácidos orgánicos que se agregan a los alimentos deben protegerse para evitar su disociación en el cultivo y en el intestino (segmentos de alto pH) y llegar hasta el tracto gastrointestinal, donde se encuentra la mayor parte de la población de bacterias. 
Del uso de ácidos orgánicos en aves de corral y cerdos, se puede esperar una mejora en el rendimiento similar o mejor que la de los promotores del crecimiento de antibióticos, sin el problema de salud pública, un efecto preventivo sobre los problemas intestinales como la enteritis necrótica en pollos o la infección en cerdos jóvenes con Escherichia coli. También se puede esperar una reducción del estado del portador para las especies de Salmonella y Campylobacter. 

## Ejemplos
Algunos ejemplos comunes incluyen: 
- Ácido láctico
- Ácido acético
- Ácido fórmico
- Ácido cítrico
- Ácido oxálico
- Ácido úrico
- Ácido málico

## Otras lecturas
- Dibner, J. J.; Butin, P. (2002). «Use of organic acids as a model to study the impact of gut microflora on nutrition and metabolism». J. Appl. Poultry Res. 11 (4): 453-463. Archivado desde el original el 6 de marzo de 2011. Consultado el 18 de mayo de 2019.
- Patanen, K. H.; Mroz, Z. (1999). «Organic acids for preservation».  En Block, S. S., ed. Disinfection, sterilization & preservation (5th edición). Philadelphia: Lea Febiger. ISBN 0-683-30740-1.  Patanen, K. H.; Mroz, Z. (1999). «Organic acids for preservation».  En Block, S. S., ed. Disinfection, sterilization & preservation (5th edición). Philadelphia: Lea Febiger. ISBN 0-683-30740-1.  Patanen, K. H.; Mroz, Z. (1999). «Organic acids for preservation».  En Block, S. S., ed. Disinfection, sterilization & preservation (5th edición). Philadelphia: Lea Febiger. ISBN 0-683-30740-1.
- Brul, S.; Coote, P. (1999). «Preservative agents in foods, mode of action and microbial resistance mechnismes». International Journal of Food Microbiology 50 (1–2): 1-17. PMID 10488839.

- Datos: Q421948
- Multimedia: Organic acids / Q421948